# .pn
Pour les articles homonymes, voir PN.
.pn est le domaine de premier niveau national (country code top level domain : ccTLD) réservé aux îles Pitcairn.
Cependant le site http://thecapitoltour.pn/ l'utilise comme sigle de Panem, région fictive dans laquelle se passe l'action des "Hunger Games".